# Hirschbach (Németország)
Hirschbach település Németországban, azon belül Bajorországban. Lakosainak száma 1183 fő (2023. december 31.).

## Népesség
A település népessége az elmúlt években az alábbi módon változott:
| Lakosok száma | 1261 | 1253 | 1250 | 1231 | 1215 | 1237 | 1207 | 1211 | 1182 | 1183 |
|               | 1970 | 1975 | 2011 | 2012 | 2014 | 2015 | 2017 | 2019 | 2022 | 2023 |